# Claraïta
La claraïta és un mineral de la classe dels carbonats. Rep el seu nom de la mina Clara, a Oberwolfach (Alemanya), indret on els primers espècimens van ser recol·lectats.

## Característiques
La claraïta és un carbonat de fórmula química (Cu,Zn)₁₅(CO₃)₄(AsO₄)₂(SO₄)(OH)₁₄(H₂O)₄·3H₂O, un hidroxi-carbonat-arsenat-sufat de coure. Cristal·litza en el sistema trigonal en crostes i esfèrules compostes de cristalls tabulars divergents a pseudorhomboèdrics, de fins a 0,5 mm. És de color blau verdós i la seva duresa en l'escala de Mohs és 2.
Segons la classificació de Nickel-Strunz, la claraïta pertany a «05.DA: Carbonats amb anions addicionals, amb H₂O, amb cations de mida mitjana» juntament amb els següents minerals: dypingita, giorgiosita, hidromagnesita, widgiemoolthalita, artinita, indigirita, clorartinita, otwayita, zaratita, kambaldaïta, cal·laghanita, hidroscarbroïta, scarbroïta, caresita, quintinita, charmarita, stichtita-2H, brugnatel·lita, clormagaluminita, hidrotalcita-2H, piroaurita-2H, zaccagnaïta, comblainita, desautelsita, hidrotalcita, piroaurita, reevesita, stichtita, takovita i coalingita.

## Formació i jaciments
La claraïta es forma com a mineral secundari poc freqüent en els dipòsits de Cu-Zn oxidats.
La claraïta ha estat trobada únicament a Europa, a les regions de Carinthia, Salzburg i Tirol (Àustria), Occitània i Provença – Alps – Costa Blava (França), Baden-Württemberg, Baixa Saxònia i Rin del Nord-Westfàlia (Alemanya), Borsod-Abaúj-Zemplén (Hongria), Friül - Venècia Júlia, Ligúria, Toscana (Itàlia) i Valais (Suïssa). A Catalunya hi ha un jaciment de claraïta a la mina les Ferreres, a Rocabruna (El Ripollès, Província de Girona); al País Valencià, a la mina Amorosa, a Vilafermosa (Castelló).
Sol trobar-se associada a altres minerals com: malaquita, atzurita, olivenita, barita, fluorita, quars, devil·lina i guix.